# コルト・シングル・アクション・アーミーに関連する作品の一覧

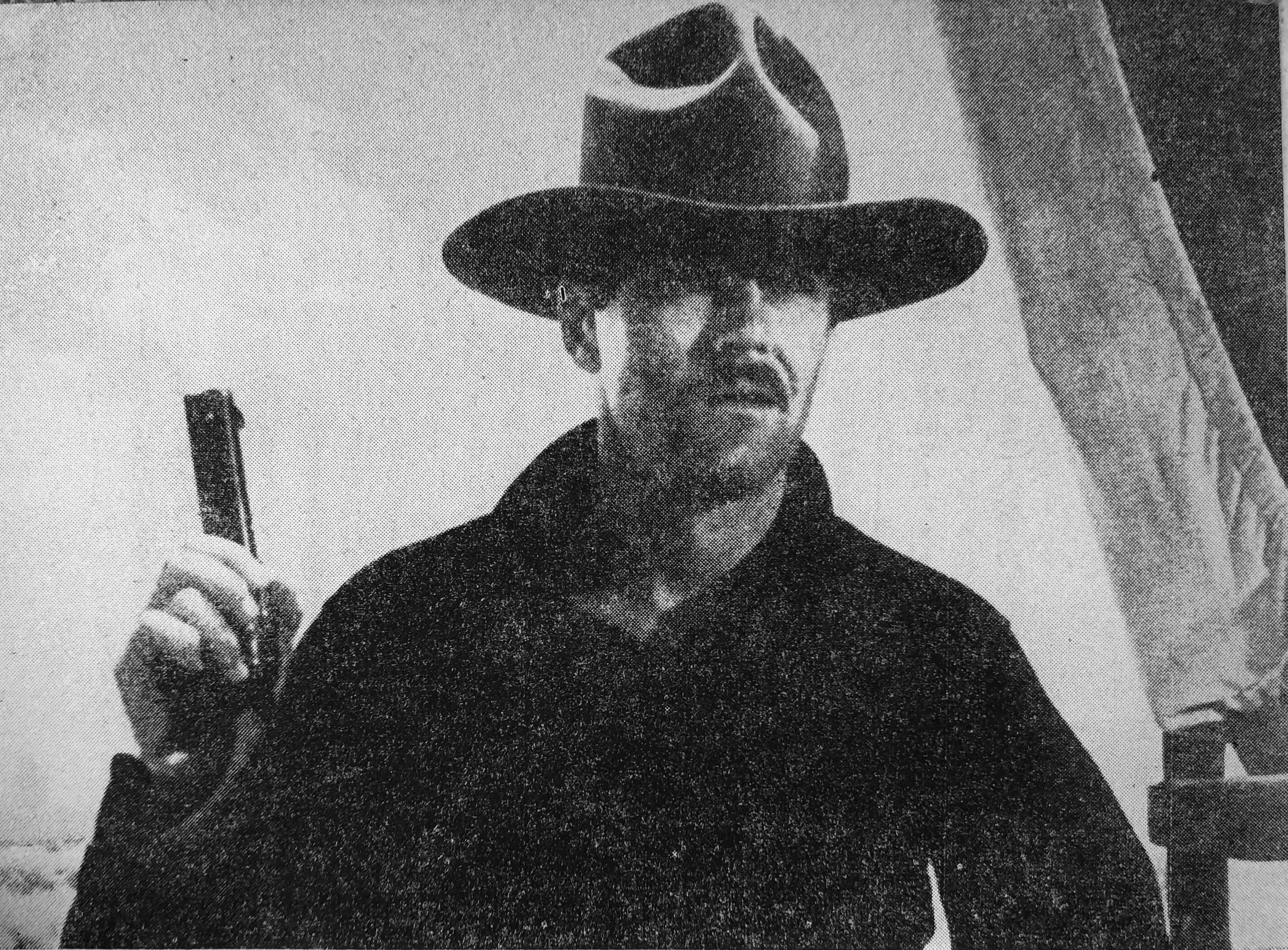
『荒野の決闘』（1946年）

コルト・シングル・アクション・アーミーに関連する作品の一覧（コルト・シングル・アクション・アーミーにかんれんするさくひんのいちらん）は、アメリカ合衆国の拳銃コルト・シングル・アクション・アーミーに関連する作品の一覧である。
西部劇になくてはならないものとされるアイテム「荒野」「砂漠」「馬」「銃」の1つ、その西部劇を制した銃としてウィンチェスターライフルと並べて挙げられることが多く、「西部劇の代名詞」とまで言われていることから分かるように、数多くの西部劇で使用されている。

## 映画・テレビドラマ
『CSI:科学捜査班』
『相棒』
season19 #18にて作中の小説、『魔獣録』に"魔獣"と言う名の拳銃として登場。銃としての正式名称は”デューク”。
犯人が代議士に対して発砲した当銃と、魔獣録の作者を射殺した銃が同じ線条痕を持つ銃であったから事件の話が始まる。
『ウエストワールド』
巨大遊園地「デロス」のアトラクションで、観光客や倒され役のロボット「ガンマン406号」（ユル・ブリンナー）が主に使用する。人間のゲストが持つ銃には体温感知装置が組み込まれ、ロボット以外のものを撃つことは出来ず、ロボットもまた人間を撃てない（必ず目標を外す）設定がしてあるが、故障して人間を撃てないはずの406号は無差別に観光客へ発砲し、アトラクに参加した主人公達を追い詰めて行く。
『エクスペンダブルズ』
バーニー・ロス（シルヴェスター・スタローン）が愛用する拳銃の中の1丁。フロントサイトを無くし、代わりにマグナポートを搭載したモデル。後腰のホルスターに収納し、瞬時に抜いて敵を仕留める切り札。本作の続編やその次回作を含むシリーズ全作では、必ず見せ場として本銃を早撃ちする場面がある。
『仮面の忍者 赤影』
　第二部「まんじ党編」で堺の豪商が所持していた短筒。まんじ党の忍者に発砲するが全く効かず、逆に取り上げられてしまう。
『荒野の用心棒』
ジョー（クリント・イーストウッド）、よそ者（名無しの男）が使用。
『座頭市』
扇屋 役（石倉三郎）が使用。
『スキヤキ・ウエスタン ジャンゴ』
主人公が二丁拳銃として使用。
『バック・トゥ・ザ・フューチャー PART3』
「コルト・ピースメーカー」の名前で登場。フェスティバルの会場で実演販売されており、クリント・イーストウッドを名乗った主人公マーティが"暴れ犬"タネンとの決闘で使用することになる。1885年が作品舞台の本作に登場するのは当然だが、実際には映画シリーズ全作に登場しているほか、第2作の作中映画『荒野の用心棒』でも用いられている。
『パットン大戦車軍団』
ジョージ・パットン将軍が空襲を受けた際、象牙グリップの特製ピースメーカーをドイツ爆撃機に向けて発砲する。

## 漫画・アニメ・ライトノベル
『HELLSING』
傭兵部隊「ワイルドギース」隊長のベルナドットが所持している。
『PEACE MAKER』
エングレーブが施されたタイプを主人公が使用している。また、主人公の兄がその色違いを使用している。他にも多くの銃士たちが決闘で愛用している。
本作は、本銃を用いた高度なシューティングアクションを紹介した、稀有で貴重な漫画であるとする意見もある。
『カウボーイビバップ』
アンディが使用。
『ガンフロンティア』
ハーロック、トチロー他、敵味方が使用。ハーロックがウンチシターの徹甲弾を使用した際、あまりの裝薬量の多さで銃ががたがたになる。
『紅の豚』
空賊連合、マンマユート団が腰に差している。
『荒野の少年イサム』
主人公や宿敵のウィンゲート一家などが使用している。
『ザ・ゴリラ』
主人公、姿雄一刑事が着任時に愛用している。中盤からはバントラインスペシャルも使用するが、「激務に耐えられず銃身が磨耗した」との理由で登場しなくなる。
『ジョジョの奇妙な冒険 第7部 スティール・ボール・ラン』
リンゴォ・ロードアゲインやマウンテン・ティムなどが使用。
『ストライクウィッチーズ ROAD to BERLIN』
第6話に登場。シャーロット・E・イェーガーの所有物だったが、彼女から借りたゲルトルート・バルクホルンが使用する。
『戦闘メカ ザブングル』
主人公の敵役、ティンプ・シャローンが二丁拳銃で使用している。
『ドラえもん』
「けん銃王コンテスト」にジャイアンの持つモデルガンとしてバントラインスペシャルが登場。他にも、のび太の射撃に焦点を当てた内容の時は本銃の外見と類似した銃が登場している。
『翡翠峡奇譚』
メキシコ革命でカルロスの叔父が使った銃。ナチスに狙われる脇坂が彼から借りてメキシコ市街で発砲する。
『緋弾のアリア』
主人公の兄、遠山金一（カナ）が使用。
『ベル☆スタア強盗団』
主人公マイラ・ベル・シャーリイが物語中盤で入手、「気に入ったわ」と感嘆し愛銃とする。
『修羅の刻』
ワイアット・アープが陸奥雷との決闘などで使用

## ゲーム
『Alliance of Valiant Arms』
カプセル商店で販売。ファニングショットで射撃をする（シングルアクションでの射撃は不可能）。キャバルリーモデルであり、フレームにはサミュエル・コルトのエングレーブ（彫刻）が描かれている。
コルト・パイソンに引き続き第2弾のリボルバーになる。
『ANGEL BULLET』
メインヒロインのセーラ・V・ウィンタースが「ピースメーカー」の名称で使用する。
『id［イド］-Rebirth Session-』
主人公である長谷川士郎が「ピースメーカー」の名称で使用。
『サイレントヒル4　THE ROOM』
敵である異世界のナースが使用。
『バイオハザードシリーズ』
『バイオハザード2』
クレア編で隠し武器として登場。システム上、実銃で用いられる45口径弾ではなく、9mmパラベラム弾を用いる。
『バイオハザード RE:2』
クレア裏編でのみ道中で入手する。オリジナルの『2』と異なり、使用する弾は45口径弾となっている。
『バトルフィールド1』
「Peacekeeper」という名称で、イースターエッグとして登場。手に持っている間は頻繁にガンプレイを行う。
特定のドッグタグと銃のスキンを手に入れ、条件を満たすことで入手できる。
『ファイナルファンタジーVII』
ヴィンセント・ヴァレンタインが「ピースメーカー」「バントライン」の名称で使用。
『メタルギアシリーズ』
『メタルギアソリッド』、『メタルギアソリッド2』
両作品にてリボルバー・オセロットが使用。
『メタルギアソリッド3』
スネークイーター作戦にてオセロット少佐が使用。グロズニィグラード収監後、プレイヤーキャラクターであるネイキッド・スネークも使用可能（ただし、最初は弾が入っておらず、どこかで入手する必要がある）。また、条件を満たすことで2周目以降は最初から使用可能。
『メタルギアソリッド ポータブル・オプス』
標準武器として使用可能。
『メタルギアソリッド ポータブル・オプス+』
各プレイヤーが装備・使用可能。
『ドールズフロントライン』
星4戦術人形（萌え擬人化）として、「コルトSAA」という名前で登場。
『レッドデッドリデンプション2』
コルトSAAをモデルにした「キャトルマンリボルバー」が登場。ナイフで十字に切れ込みを入れたスプリットポイント弾（拡張弾頭）をいくら使っても故障しない。
『surviv.io』
「Peacemaker」の名前で登場する。

## 楽曲
『サボテンとバントライン』
筋肉少女帯の楽曲。歌詞に登場するネコの名前がバントライン。